# Marcos Paulo (portugalski piłkarz)
Marcos Paulo Costa do Nascimento (ur. 1 lutego 2001 w São Gonçalo) – portugalski piłkarz brazylijskiego pochodzenia występujący na pozycji napastnika w portugalskim klubie FC Famalicão. Wychowanek Fluminense, w trakcie swojej kariery grał także w Atlético Madryt. Młodzieżowy reprezentant Portugalii.